# Malečov
Obec Malečov (německy Malschen) se nachází v okrese Ústí nad Labem v Ústeckém kraji. Žije v ní 858 obyvatel.

## Historie
První písemná zmínka o vesnici pochází z roku 1057.

## Obyvatelstvo
Při sčítání lidu v roce 1921 zde žilo 203 obyvatel (z toho 99 mužů), z nichž byli dva Čechoslováci a 201 Němců. Až na čtyři evangelíky se hlásili k římskokatolické církvi. Podle sčítání lidu z roku 1930 měla vesnice 215 obyvatel: dva Čechoslováky a 213 Němců. S výjimkou dvou evangelíků byli římskými katolíky.
| | 1869 | 1880 | 1890 | 1900 | 1910 | 1921 | 1930 | 1950 | 1961 | 1970 | 1980 | 1991 | 2001 | 2011 |
| --- | ---- | ---- | ---- | ---- | ---- | ---- | ---- | ---- | ---- | ---- | ---- | ---- | ---- | ---- |
| Obyvatelé | 187  | 162  | 197  | 210  | 203  | 203  | 215  | 103  | 104  | 113  | 211  | 256  | 285  | 325  |
| Domy | 32   | 33   | 34   | 33   | 35   | 35   | 35   | 35   | 50   | 21   | 29   | 38   | 54   | 73   |
| Data z roku 1961 zahrnují i domy z místních částí Březí, Němčí a Pohoří a data z let 1980 a 1991 obsahují také údaje místní části Němčí. |      |      |      |      |      |      |      |      |      |      |      |      |      |      |

## Části obce
- Malečov
- Babiny I
- Březí
- Čeřeniště
- Horní Zálezly
- Němčí
- Pohoří
- Proboštov
- Rýdeč
- Řetouň

## Pamětihodnosti

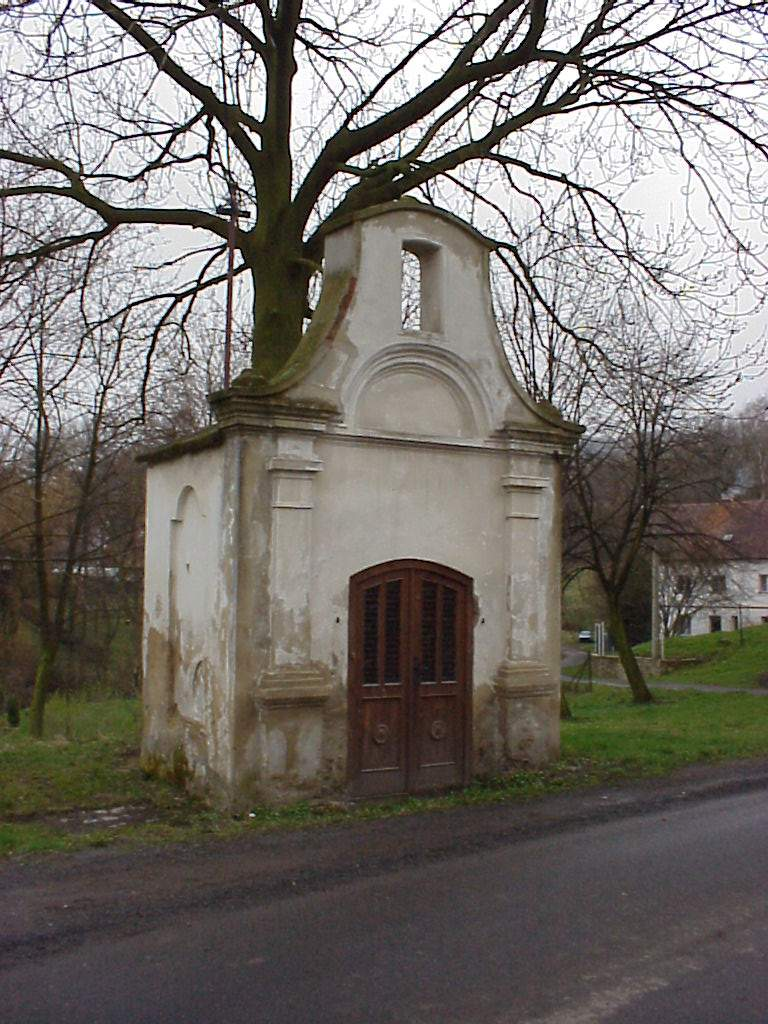
Kaple v Březí

### Kostel Panny Marie Pomocnice křesťanů v Čeřeništi
Kostel z roku 1936. V průčelní jižní věži empírový zvon z roku 1815 od Andrease Padersena, původně pochází z kostela sv. Prokopa v Touchořinách (okres Litoměřice).

### Kostel Narození sv. Jana Křtitele v Proboštově
Kostel doložený roku 1352 stojí na návrší nad obcí. V kostelní věži zvon není, poslední byl před lety odcizen. Doloženy jsou zde tři zvony – zvon z roku 1524 od Tomáše z Litoměřic, zvon z roku 1749 od Jakuba Konráda Löhnera a zvon z roku 1867 od Františka Herolda.

### Další pamětihodnosti
- Zaniklá zvonička v Horních Zálezlích. Zvonička stávala u požární zbrojnice. Nacházel se na ní zvon z roku 1878 o hmotnosti 32 kg, který byl roku 1916 zrekvírován.[9]
- Kaple sv. Antonína Paduánského v Řetouni. Kaple z roku 1932 stojí v dolní části obce při silnici. Věžička bez zvonu.
- Kaple v Březí. Kaple z roku 1780 s výklenkem nad průčelím stojí v obci při průjezdní silnici.